# Урма (приток Большой Кокшаги)
Урма — река в России, протекает в Яранском и Кикнурском районах Кировской области. Устье реки находится в 264 км по левому берегу реки Большая Кокшага. Длина реки — 22 км, площадь водосборного бассейна — 127 км².
Река берёт начало западнее деревни Уртма в 21 км к западу от Яранска. Течёт на северо-запад, русло сильно извилистое, протекает деревни Уртма, Каленки (в деревне плотина и запруда), Нолинские. Впадает в Большую Кокшагу на северной окраине посёлка Кикнур.

## Данные водного реестра
По данным государственного водного реестра России относится к Верхневолжскому бассейновому округу, водохозяйственный участок реки — Волга от Чебоксарского гидроузла до города Казань, без рек Свияга и Цивиль, речной подбассейн реки — Волга от впадения Оки до Куйбышевского водохранилища (без бассейна Суры). Речной бассейн реки — (Верхняя) Волга до Куйбышевского водохранилища (без бассейна Оки).
Код объекта в государственном водном реестре — 08010400712112100000565.